# Watanabe Ryōko
Watanabe Ryōko (渡辺 良子 Độ Biên Lương Tử) (sinh 1961) là một diễn viên khiêu dâm Nhật Bản trong thập kỷ 1980. Cô nổi tiếng nhất trong phim tình dục Nikkatsu trong giai đoạn 1982 - 1985.

## Sự nghiệp
Ryoko ký hợp đồng làm việc với Nikkatsu và với vai người phụ trách ở Atsushi Fujiura trong sê ri kịch tình dục Marked Ama: Stirred-Up Shell (くいこみ海女 乱れ貝 Kuikomi ama: midaregai) được phát hành ngày 9 tháng 7 năm 1982. Ryoko có thân hình cao lớn, cô có vẻ bắt mắt khi lên hình trong phim video và ảnh.

## Các phim đã đóng

### Nikkatsu
| Tên phim                                                              | Ngày phát hành | Giám đốc          | Ghi chú                   |
| --------------------------------------------------------------------- | -------------- | ----------------- | ------------------------- |
| Marked Ama: Stirred-Up Shell くいこみ海女 乱れ貝                      | 1982           | Atsushi Fujiura   |                           |
| Gigolo: A Docu-drama 実録色事師 ザ・ジゴロ                            | 1982           | Kōyū Ohara        |                           |
| Pink Cut: Love Me Big, Love Me Deep ピンクカット 太く愛して深く愛して | 1983           | Yoshimitsu Morita | starring Mayumi Terashima |
| Anne's Diary あんねの日記                                             | 1983           | Yasuhiro Kitahata | starring Mitiko Komori    |
| Debauchery 猟色                                                       | 1983           | Hidehirō Itō      |                           |
| Female Prisoner: Cage 女囚 檻                                         | 1983           | Masaru Konuma     | starring Mina Asami       |
| Beautiful Wrestlers: Down for the Count 美少女プロレス 失神10秒前     | 1984           | Hiroyuki Nasu     | starring Natsuko Yamamoto |
| Brutal! Girl Talent 残酷! 少女タレント                                | 1984           | Yasuaki Uegai     | starring Yuka Kakumi      |
| Debauchery: Salome's Lips 猟色 サロメの唇                             | 1984           | Katsuhiko Fujii   |                           |
| High School Teacher: Maturing 高校教師 成熟                           | 1985           | Shōgorō Nishimura | starring Rei Akasaka      |
| Wives' Rape Mansion 人妻暴行マンション                                | 1985           | Nobuyuki Saitō    |                           |

### Videos
| Tên phim | Ngày phát hành | Trường quay       | Ghi chú                                                                                   |
| --- | -------------- | ----------------- | ----------------------------------------------------------------------------------------- |
| Lesbian Stewardess スチュワーデス・レズ | 1984           | Nikkatsu Video    |                                                                                           |
| Paradise Dream パラダイスドリーム | 1984           | Japan Video       | image video                                                                               |
| LOVE in LOVE | 1984           | Fukuro Video Pack | image video                                                                               |
| Adult Actresses Directory Part 1: Yasuko Yagami, Mina Asami, Ryoko Watanabe, Mari Uemura アダルト女優名鑑 ＰＡＲＴ１ 他女優：八神康子、浅見美那、渡辺良子. 植村マリ | 1984           | Fukuro Video Pack | image video                                                                               |
| Perverted Games: Dream Sex 倒錯遊戯 ドリームセック | 1985           | Nippon Audio      |                                                                                           |
| DO-T AID | 1985           | VAP Video         | image video cũng đóng vai Harumi Fukano, Yasuko Yagami, Eve, Kazumi Sawada, Natsumi Asano |

### Hong Kong
| Tên phim                           | Ngày phát hành | Giám đốc                 | Trường quay    | Ghi chú                                               |
| ---------------------------------- | -------------- | ------------------------ | -------------- | ----------------------------------------------------- |
| The Strange Bedfellow 兩公婆八條心 | 1986           | Eric Tsang Alfred Cheung | Golden Harvest | hài kịch - viễn tưởng vai Yoshiko Watanabe (渡邊良子) |

## Photo-books
- 渡辺良子写真集 光と影, Kindaieigasha, ngày 25 tháng 1 năm 1983.
- にっかつロマンポルノ女優六人集「ひ・め・ご・と, Tatsumi Publishing, ngày 10 tháng 4 năm 1984, featuring Nikkatsu actresses Ryoko Watanabe, Natsuko Yamamoto, Kaoru Oda, Kate Asabuki, Mina Asami, Kaori Okamoto.